# Čestmír Loukotka
Čestmír Loukotka (ur. 12 listopada 1895 w Chrášťanach, zm. 13 kwietnia 1966 w Pradze) – czeski językoznawca, etnograf i amerykanista. Zajmował się komparatystyką języków indiańskich Ameryki Południowej. Jego córką była pisarka Jarmila Loukotková.

## Życiorys
Studiował lingwistykę i etnologię amerykańską na Sorbonie w Paryżu. W 1914 r. został zmuszony do przerwania studiów. Później przebywał tamże na pobytach studyjnych. W 1953 r. obronił pracę kandydacką na temat klasyfikacji ceramiki południowoamerykańskiej. Dopiero od 1950 r. mógł całkowicie poświęcić się badaniom naukowym. Najpierw pracował w praskim Muzeum Náprstek, a w 1954 r. został zatrudniony w Instytucie Etnografii i Folklorystyki Czechosłowackiej Akademii Nauk. W 1957 r. został zaproszony na roczny pobyt studyjny w Brazylii, gdzie wziął udział w wyprawie badawczej poświęconej pozostałościom po plemieniu Xetá.
W swojej działalności naukowej koncentrował się na klasyfikacji języków autochtonicznych Ameryki Południowej. Zajmował się także językami australijskimi, papuaskimi i tajwańskimi. Do jego zainteresowań należały również kultura i historia rdzennych mieszkańców Ameryki. Był też publicystą poruszającym tematy kulturalno-historyczne.
Jego bibliografia obejmuje szereg książek oraz trzysta studiów naukowych, recenzji i tekstów publicystycznych, opublikowanych na łamach czasopism czeskich i zagranicznych.
W 1947 r. został mianowany członkiem honorowym Societé des Americanistes. W 1958 r. jako pierwszy Europejczyk został wybrany na członka korespondenta Brazylijskiego Towarzystwa Antropologicznego. Członek Akademii Francuskiej.

## Wybrana twórczość
- Náboženství Indiánů (1927)
- Indiáni severoameričtí (1931)
- Roztřídění jihoamerických jazyků (1935)
- Clasificación de las lenguas sudamericanas (1935)
- Vývoj písma (1946)
- Do Brazílie za Indiány (1962)
- Classification des langues indiennes d’Amérique du Sud (1968)